# Ла Тик (Квебек)
Ла Тик (фр. La Tuque) је град у Канади у покрајини Квебек. Према резултатима пописа 2011. у граду је живело 11.227 становника.

## Становништво
Према резултатима пописа становништва из 2011. у граду је живело 11.227 становника, што је за 5,0% мање у односу на попис из 2006. када је регистровано 11.821 житеља.
| 2006.  | 2011.  |
| ------ | ------ |
| 11.821 | 11.227 |